# 中村泰信
中村 泰信（なかむら やすのぶ、1968年2月2日 - ）は、日本の物理学者。東京大学先端科学技術研究センター（RCAST）教授、理化学研究所の創発物性科学研究センター (CEMS) 超伝導量子エレクトロニクス研究チームチームリーダー。専門は、量子情報科学、特に超伝導量子回路系やハイブリッド量子系の実験。

## 来歴
大阪府茨木市生まれ、東京都西多摩郡日の出村（現日の出町）育ち。父親は日立製作所の研究者で、その米国赴任に伴い1年間米国で暮らした。東京都立立川高等学校から東京大学工学部に進学し、1990年に工学士・1992年に修士（工学）・2011年に博士号を取得した。1999年、NECの研究者として、Yuri Pashkinと蔡兆申と共に「固体電子デバイスにおける量子ビットの電気的コヒーレント制御」を示し、2001年にラビ振動の最初の測定を実現した。これらの実験は、1998年のMichel Devoret (fr)らによるクーパーペアボックス内の2つのジョセフソン準位間の遷移に関する研究に関連している。 
2000年に、中村はNECでの「ナノスケール超伝導デバイスの量子状態制御」の研究により日本物理学会の「若い科学者」として紹介された。2001年から2002年までNECからサバティカルを取り、デルフト工科大学のHans Mooij (de)グループに滞在し、Irinel Chiorescu、Kees Harmans, Hans Mooijと共に最初の磁束量子ビットを作成した。2003年には、MIT テクノロジー・レビューで35歳未満のトップイノベーターに選ばれた。編集者は「中村と共同研究者は、２つの量子ビットを予測されていたがまだ実験的に示されていなかった方法で相互作用させた」とコメントした。
2016年10月3日、科学技術振興機構 (JST) は創造科学技術推進事業 (ERATO) による中村の研究への資金提供を発表した。巨視的量子機械と題されたこのプロジェクトは、量子状態制御技術を劇的に改善して、量子コンピューティングの分野をさらに発展させることを目指している。主な焦点は、量子情報処理技術を実装するための高度にスケーラブルなプラットフォームの開発、ならびにマイクロ波量子光学とインターフェースするハイブリッド量子システムの創出である。2019年には、文部科学省はQLEAPと呼ばれる量子技術プロジェクトを立ち上げ、中村は量子情報処理コンポーネントのチームリーダーを務めている。このプロジェクトは、学術界と産業界の連携を強化することによって、超伝導量子コンピュータや他の量子技術を10年間にわたって開発することを目的としている。

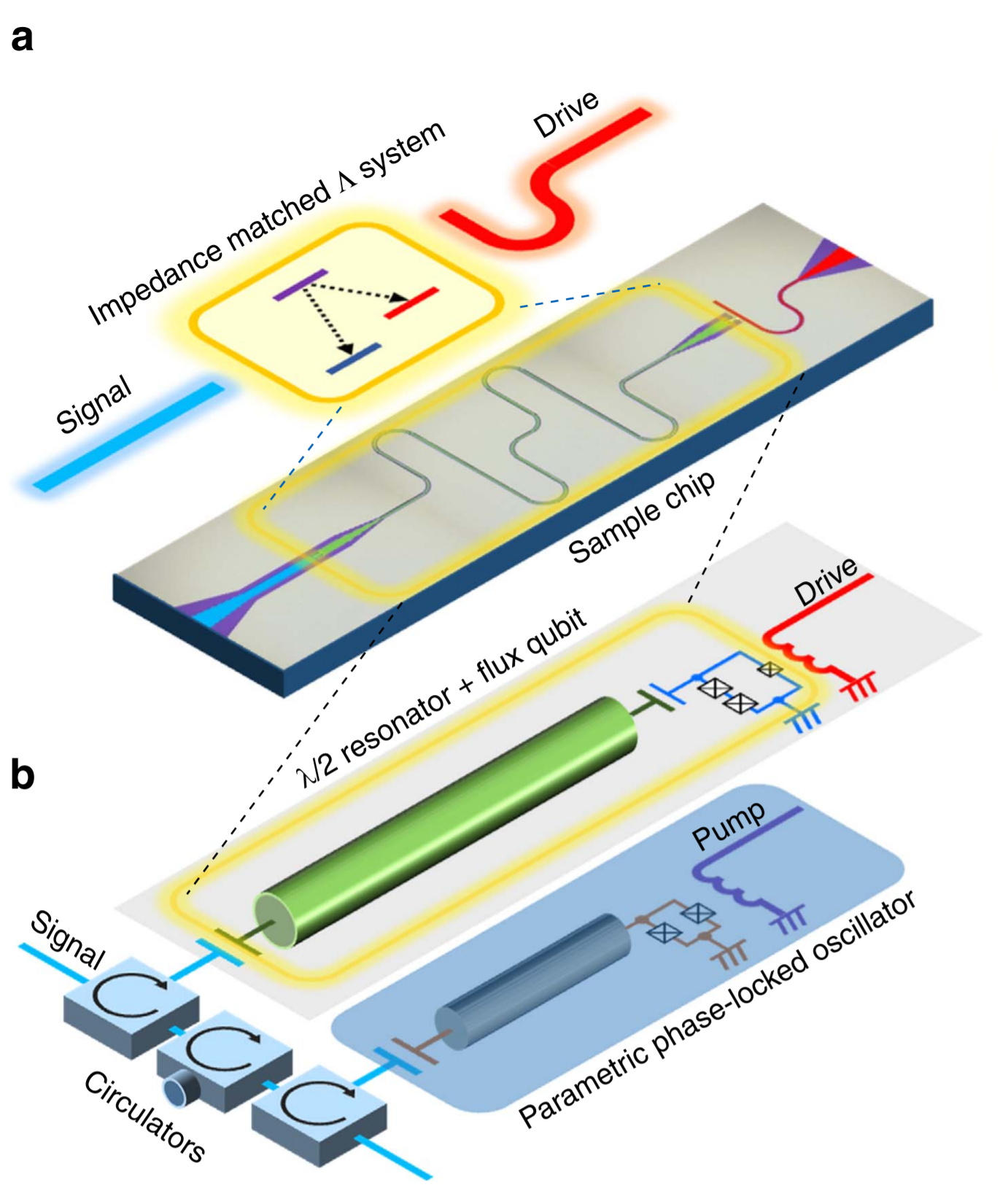
磁束量子ビットと超伝導マイクロ波共振器はからなる結合系は、パラメトリック位相同期発振器に接続している。2016年にネイチャー_コミュニケーションズに発表された論文「人工のΛ型三準位系を用いた単一マイクロ波光子検出器」において、中村と共同研究者は、３順位系を利用して、単一光子を「0.014±0.001という低いダークカウント確率と約400 ns程度のリセット時間で0.66±0.06の効率で」検出した

## 最近の研究
中村と共同研究者らの過去の研究成果としては、単一のマイクロ波周波数の光子の効率的な検出、超伝導量子コンピューティング環境における準粒子の抑制による量子ビットコヒーレンス時間の改善、「決定論伝播マイクロ波光子を飛行量子ビットとして用いて遠隔超伝導原子間の最大絡み合いを生成する方法」と「強磁性球の集団磁気モードと超伝導量子ビット」との間の強いコヒーレント結合によるハイブリッド量子系の実現」などがある。
ごく最近のものとしては、超伝導量子ビットを利用したマグノン数状態の量子を分解、定量的に非古典的な光子数分布の作成、弾性表面波の揺らぎの測定、遍歴マイクロ波光子の量子非破壊 (QND) 検出実験などがある。超伝導回路は、マクスウェルの悪魔を利用した情報・仕事変換の実現、電波や光と弾性表面波のオプトメカ的な結合、およびジョセフソン接合アレイでの秩序のある渦格子の測定などにも応用された。
中村は以下の量子情報科学の会議やセミナーで講演を行った：ウィーン大学、ハーバード大学、モンテベリタ会議、ウォータールー大学量子計算研究所シカゴ大学分子工学研究所量子光学量子情報研究所 (IQOQI)、エール大学のエール量子研究所。

## 受賞歴
- 1999年 - 日本応用物理学会若手奨励賞[47]
- 1999年 - 第1回日本マーチン・ウッド卿賞[48][49]
- 1999年 - 第45回仁科記念賞[50]
- 2003年 - TR100、MITテクノロジレビュー[51]
- 2004年 - アジレントテクノロジーズ 欧州物理学賞（Michel Devoret、Daniel Esteve、Hans Mooijと共に）[52]
- 2008年 - 英国物理学会 サイモン記念賞（蔡兆申と共に）[53]
- 2014年 - 第11回江崎玲於奈賞（蔡兆申と共に）[54]
- 2021年 - 2020年度朝日賞（蔡兆申と共に）[55]
- 2023年 - 日本学士院賞
- 2023年 - C&C賞（蔡兆申と共に）